# Vellisca
Vellisca – gmina w Hiszpanii, w prowincji Cuenca, w Kastylii-La Mancha, o powierzchni 42,98 km². W 2011 roku gmina liczyła 141 mieszkańców.